# NGC 351
NGC 351 este o galaxie spirală situată în constelația Balena. A fost descoperită în 10 noiembrie 1885 de către Lewis Swift. De asemenea, a fost observată încă o dată în 25 octombrie 1897 de către Guillaume Bigourdan.